# Toni Trucks

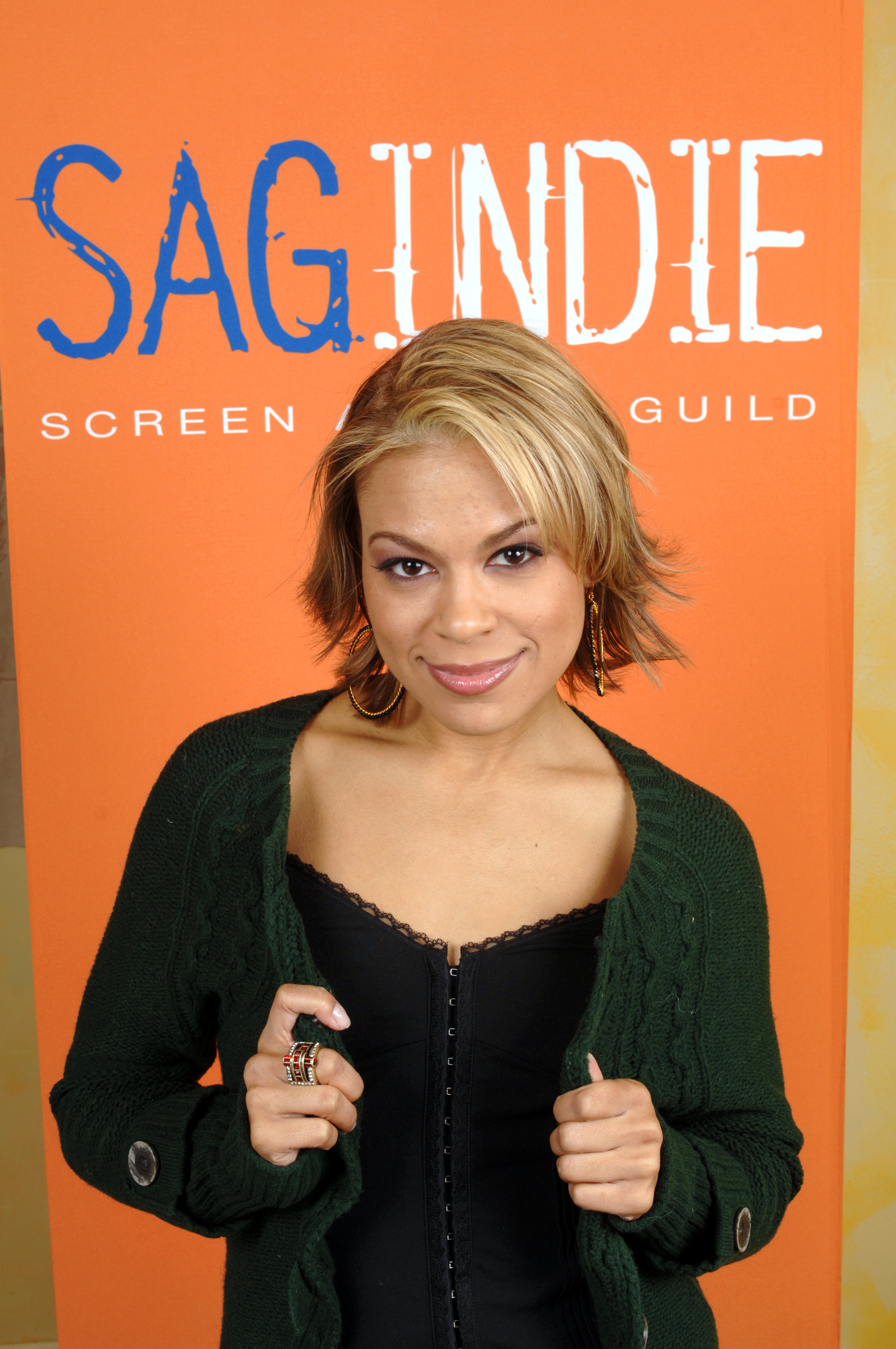
Toni Trucks (2007)

Antoinette Lindsay Trucks (* 30. September 1980 in Grand Rapids, Michigan) ist eine US-amerikanische Schauspielerin.

## Leben
Antoinette Lindsay Trucks wuchs in Manistee auf. Ihr Vater ist schwedischer und walisischer Abstammung. Ihr Großvater trägt den Namen Ford Trucks und wurde 1915 geboren, bevor es überhaupt Ford Trucks gab. Bereits während ihrer Jugendzeit besuchte sie die Interlochen Arts Academy. Mit einem Bachelor in Schauspiel und Gesang schloss sie im Jahr 2003 ihr Studium an der University of Michigan ab. Anschließend zog sie nach New York City, wo sie eine der Hauptrollen in der Fernsehserie Barbershop erhielt. Die Serie wurde nach zehn Folgen abgesetzt und Trucks war seitdem in Filmen wie Mitten ins Herz – Ein Song für dich und StarStruck – Der Star, der mich liebte sowie in weiteren Fernsehserien wie Veronica Mars, Dr. House und CSI: NY zu sehen. Seit 2017 spielt sie in der Serie Seal Team mit, wo sie als Petty Officer First Class Lisa Davis  zunächst für die Logistik des DEVGRU-Teams Bravo zuständig ist und später als Nachrichtenoffizierin Lieutenant Junior Grade Lisa Davis das Team mit Informationen zu ihren Aufträgen versorgt.

## Filmografie (Auswahl)
- 2001: Trucks (Kurzfilm)
- 2005: Barbershop (Fernsehserie, 10 Folgen)
- 2007: Weapons
- 2007: Mitten ins Herz – Ein Song für dich (Music and Lyrics)
- 2007: Veronica Mars (Fernsehserie, eine Folge)
- 2007: Mr. Art Critic
- 2008: Ehe ist… (’Til Death, Fernsehserie, eine Folge)
- 2009: Star Runners (Fernsehfilm)
- 2010: What If … Ein himmlischer Plan (What If …)
- 2010: StarStruck – Der Star, der mich liebte (StarStruck)
- 2010: Rollers
- 2010: Pizza with Bullets
- 2010: N-Secure
- 2011: Dr. House (House, Fernsehserie, eine Folge)
- 2012: CSI: NY (Fernsehserie, eine Folge)
- 2012: Made in Jersey (Fernsehserie, 2 Folgen)
- 2012: Breaking Dawn – Biss zum Ende der Nacht, Teil 2 (The Twilight Saga: Breaking Dawn – Part 2)
- 2012: Ruby Sparks – Meine fabelhafte Freundin (Ruby Sparks)
- 2014: Die Coopers – Schlimmer geht immer (Alexander and the Terrible, Horrible, No Good, Very Bad Day)
- 2014: Franklin & Bash (Fernsehserie, 10 Folgen)
- 2014–2015: Grimm (Fernsehserie, 2 Folgen)
- 2015: The Mentalist (Fernsehserie, Folge 7x11)
- 2015: Chevy (Fernsehfilm)
- 2016–2017: Navy CIS: New Orleans (NCIS: New Orleans, Fernsehserie, 3 Folgen)
- 2017: Criminal Minds: Beyond Borders (Fernsehserie, eine Folge)
- 2017–2024: SEAL Team (Fernsehserie)
- 2018–2020: Corporate (Fernsehserie, 6 Folgen)
- 2019: Scare Package
- 2020: Scars (Kurzfilm)
- 2023: The Shift (Kurzfilm)